# Miss O’Gynie et les hommes fleurs
Miss O’Gynie et les hommes fleurs ist ein Spielfilm des ägyptisch-französischen Regisseurs Samy Pavel.

## Inhalt
Yves und Pierre leben glücklich zusammen in einem Dorf in der Bretagne, als eine alte Bekannte Pierres zu Besuch kommt. Überrascht muss sie feststellen, dass ihr ehemaliger Liebhaber, mit dem sie in Schottland eine Affäre hatte, schwul ist. Damit will sie sich aber nicht abfinden. Sie versucht das Paar auseinanderzubringen und setzt dabei – vergebens – alle Mittel weiblicher Verführungskunst ein, um Pierre zurückzugewinnen.

## Produktion und Veröffentlichung
Das Drehbuch des Films schrieb Regisseur Samy Pavel (* 1944) nach einer Idee von Mireille Aranias, die auch an den Dialogen beteiligt war. Regieassistent war der Journalist und Romancier Jacques Laurent.
Miss O’Gynie et les hommes fleurs war Niels Arestrups Debüt als Filmschauspieler, der erste Film, für den Gabriel Yared die Musik komponiert hat und der zweite Spielfilm nach Les deux saisons de la vie des Regisseurs, der 1972 in Venedig mit dem Premio Arca Cinema Giovani als bester Regisseur ausgezeichnet worden war. Auch für den Kameramann Jean-Claude Neckelbrouck (* 1944), der bisher nur Kurzfilme fotografiert hatte, war es der erste vollständige Spielfilm. Der griechische Editor Panos Papakyriakopoulos hat bis auf einige wenigen Ausnahmen in den 1970ern ausschließlich für griechische Filmproduktionen gearbeitet.
Für Catherine Alcover (* 1946), die später als Schauspielerin Karriere machte, blieb er der einzige Film, für den sie die Kostüme und das Setdesign schuf.
Das Filmplakat im Stil des Art Deco entwarf der französische Balletttänzer und Choreograf Germinal Casado.
Premiere des Films in Frankreich war der 11. November 1974.